# Équipe cycliste Gitane-Campagnolo

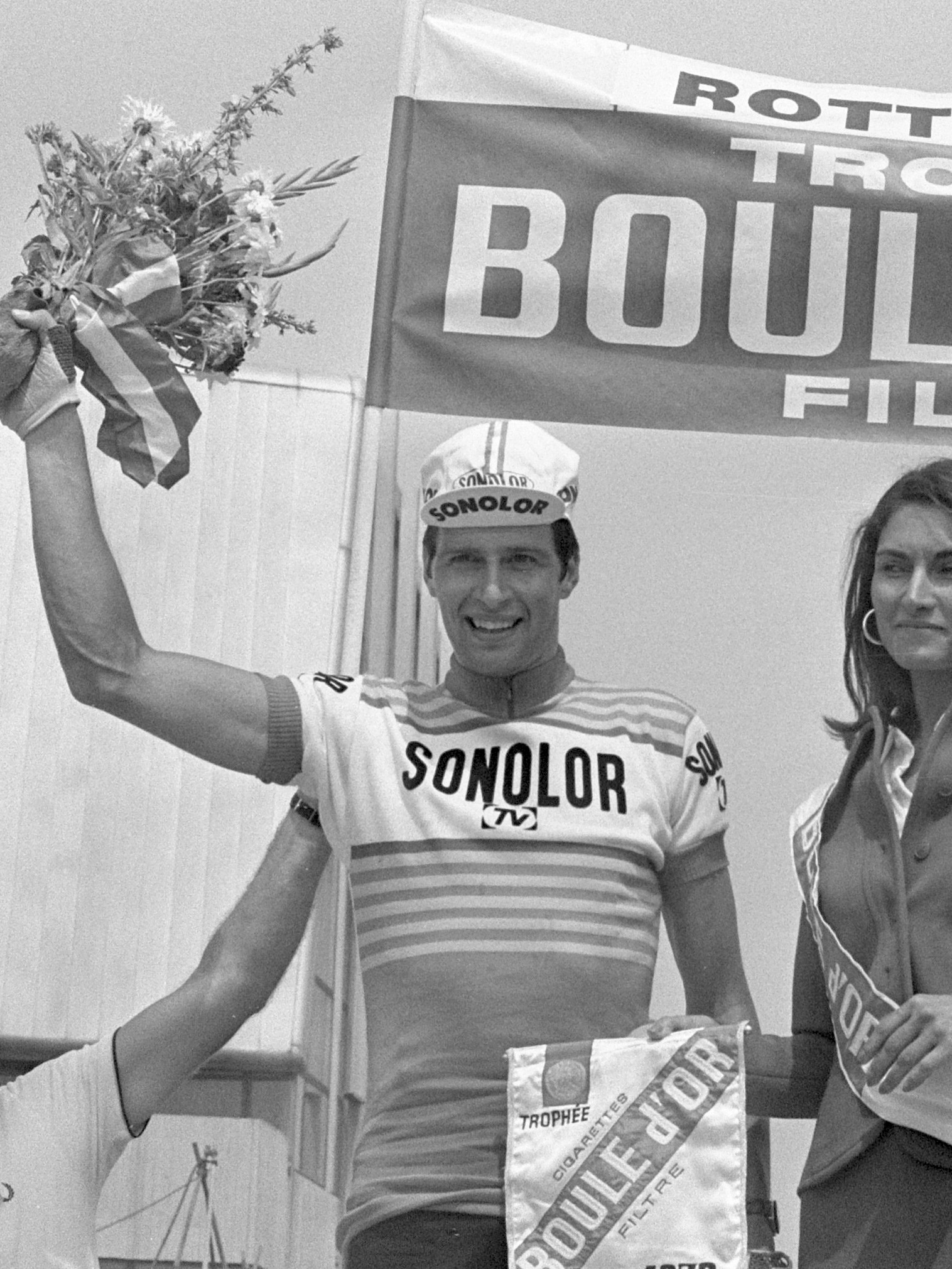
Willy Teirlinck lors du Tour de France 1973.

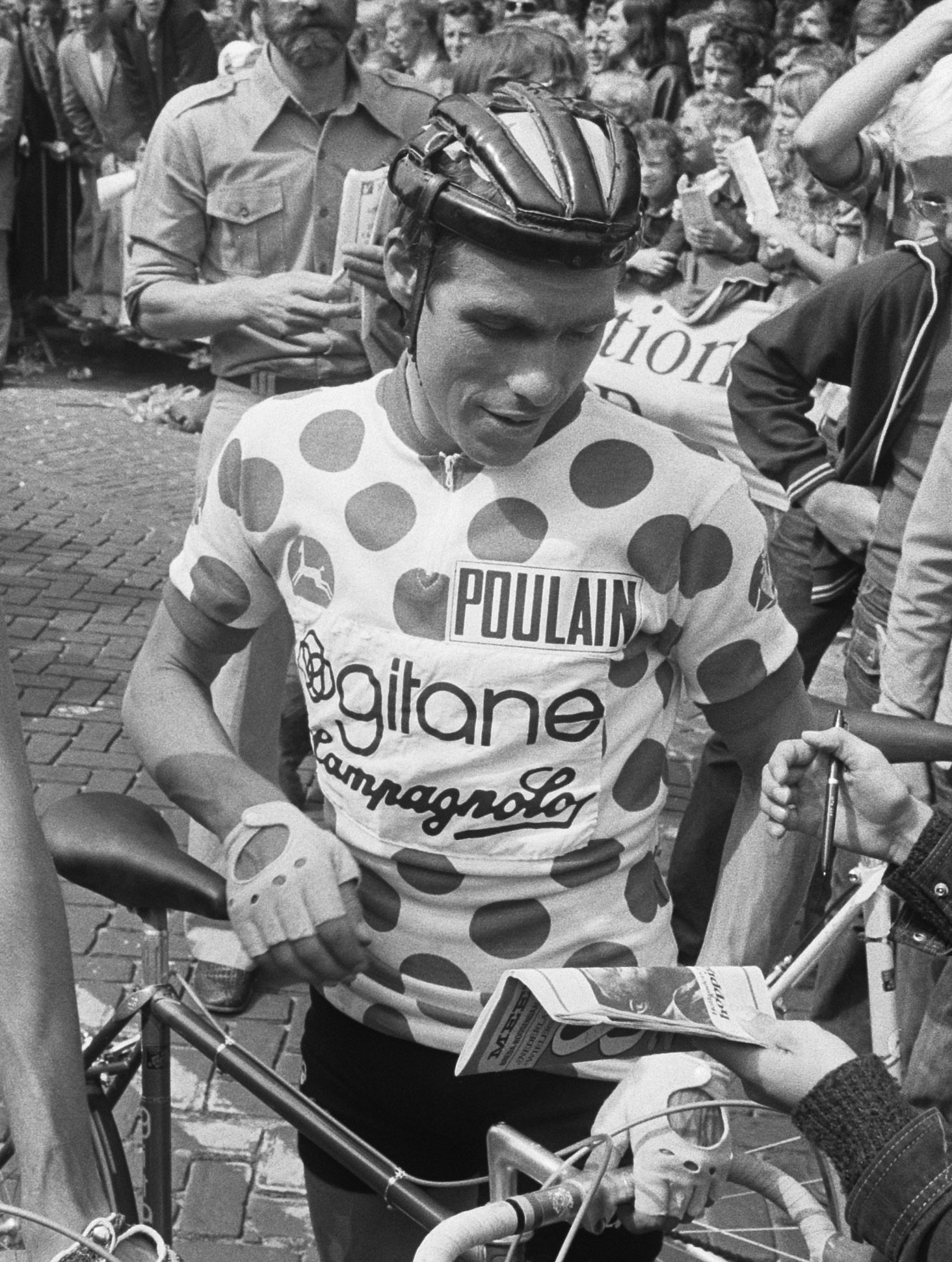
Lucien Van Impe lors de l'Acht van Chaam 1975.

Pour les autres équipes sponsorisées par les Cycles Gitane, voir Équipe cycliste Gitane .
L'équipe cycliste Gitane-Campagnolo (également connue sous les noms Sonolor-Lejeune, Sonolor et Sonolor-Gitane) est une équipe cycliste française sur route, active entre 1969 et 1977. 

## Histoire
L'équipe Sonolor-Lejeune est créée pour la saison 1969 après la fin de l'équipe Pelforth-Sauvage-Lejeune en 1968. En 1974, l'équipe Gitane-Frigécrème du directeur sportif André Desvages fusionne avec elle pour créer la formation Sonolor-Gitane, co-cponsorisée par les Cycles Gitane. À la suite du retrait de Sonolor, l'équipe est renommée Gitane-Campagnolo de 1975 à 1977. Bernard Hinault, champion de France amateur de 1971 rejoint la formation en 1975. Pendant cette période, l'équipe est dirigée par Jean Stablinski, avec l'aide de Cyrille Guimard et de Maurice Champion.
Guimard prend la direction sportive en 1976 et conduit Lucien Van Impe au succès lors du Tour de France 1976. Van Impe quitte l'équipe à la fin de la saison 1976 et Hinault est désigné leader pour les courses par étapes. Bien qu'Hinault remporte le Critérium du Dauphiné libéré en 1977 devant Bernard Thévenet et Lucien Van Impe, il ne prend pas le départ du Tour de France.
Après que le groupe automobile Renault ait racheté Gitane, la Régie Renault, propriétaire des cycles Gitane depuis 1976, souhaite désormais afficher sa marque dans le peloton et crée sa propre équipe en 1978 sous le nom de Renault-Gitane-Campagnolo. 

## Sponsors
- Sonolor : fabricant de postes de radio et de télévision
- Gitane : Fabricant de cycles
- Campagnolo : Fabricant de pièces et composants pour cycles et motocycles.

## Principales victoires

### Courses d'un jour
- Trophée des grimpeurs : Lucien Aimar (1970), Lucien Van Impe (1976)
- Paris-Bourges : Walter Ricci (1971)
- Grand Prix de Fourmies : Barry Hoban (1971), Willy Teirlinck (1974)
- Paris-Camembert : José Catieau (1972), Raymond Martin (1975), Bernard Hinault (1976)
- Grand Prix de Plouay : Raymond Martin (1974), Jacques Bossis (1976, 1977)
- Circuit de la Sarthe : Bernard Hinault (1975)
- Liège-Bastogne-Liège : Bernard Hinault (1977)
- Gand-Wevelgem : Bernard Hinault (1977)
- Grand Prix des Nations : Bernard Hinault (1977)

### Courses par étapes
- Grand Prix du Midi libre : Walter Ricci (1970), Alain Meslet (1976)
- Étoile de Bessèges : Jean-Luc Molinéris (1971, 1972), Robert Mintkiewicz (1973)
- Quatre Jours de Dunkerque : Yves Hézard (1972)
- Tour du Nord : Michel Roques (1973)
- Tour de l'Oise et de la Somme : Robert Mintkiewicz (1974)
- Tour de l'Aude : Bernard Hinault (1976)
- Tour du Limousin : Bernard Hinault (1976, 1977)
- Critérium du Dauphiné Libéré : Bernard Hinault (1977)
- Critérium Internacional : Jean Chassang (1977)

## Bilan sur les grands tours
- Tour de France
  - 9 participations (1969, 1970, 1971, 1972, 1973, 1974, 1975, 1976, 1977)
  - 14 victoires d'étapes :
    - 5 en 1972 : Yves Hézard, Willy Teirlinck (3) et Lucien Van Impe
    - 3 en 1973 : Willy Teirlinck, Lucien Van Impe et Claude Tollet
    - 2 en 1975 : Lucien Van Impe (2)
    - 1 en 1976 : Lucien Van Impe
    - 3 en 1977 : Pierre-Raymond Villemiane, Bernard Quilfen et Alain Meslet

  - 1 victoire finale 
    -  1976 (Lucien Van Impe)

  - 6 classements annexes
    -  Grand prix de la montagne : 1971, 1972 et 1975 (Lucien Van Impe)
    - Classement des sprints intermédiaires : 1972 (Willy Teirlinck), 1976 (Robert Mintkiewicz) et 1977 (Pierre-Raymond Villemiane)

## Composition de l'équipe

### 1969
| Effectif 1969                                | Effectif 1969     | Effectif 1969 | Effectif 1969                   |
| Cycliste                                     | Date de naissance | Pays          | Équipe précédente               |
| -------------------------------------------- | ----------------- | ------------- | ------------------------------- |
| Stéphane Abrahamian                          | 5 septembre 1946  | France        |                                 |
| Joël Blevin (1 janv.–31 mai)                 | 13 mars 1947      | France        | Pelforth-Sauvage-Lejeune (1968) |
| Michel Bon (1 janv.–19 fév., note)           | 9 septembre 1944  | France        | Frimatic-de Gribaldy (1968)     |
| José Catieau                                 | 17 juillet 1946   | France        | Pelforth-Sauvage-Lejeune (1968) |
| Philippe Crépel                              | 12 janvier 1945   | France        | Pelforth-Sauvage-Lejeune (1968) |
| Willy De Waele (1 sept.–31 déc.)             | 24 octobre 1944   | Belgique      |                                 |
| Édouard Delberghe                            | 4 octobre 1935    | France        | Pelforth-Sauvage-Lejeune (1968) |
| Aimable Denhez                               | 30 novembre 1942  | France        |                                 |
| Jean-Pierre Ducasse (1 janv.–19 fév., note)  | 16 juillet 1944   | France        |                                 |
| Fernand Etter                                | 4 août 1941       | France        |                                 |
| Roger Gilson (2 juin–31 déc.)                | 19 septembre 1947 | Luxembourg    |                                 |
| Jean Graczyk                                 | 26 mai 1933       | France        | Margnat-Paloma-Dunlop (1964)    |
| Bernard Guyot                                | 19 novembre 1945  | France        | Pelforth-Sauvage-Lejeune (1968) |
| Claude Guyot                                 | 16 janvier 1947   | France        | Pelforth-Sauvage-Lejeune (1968) |
| Henri Heintz                                 | 17 juillet 1946   | France        | Pelforth-Sauvage-Lejeune (1968) |
| Jean-Pierre Huby                             | 6 août 2025       | France        |                                 |
| René Panagiotis                              | 3 août 1946       | France        |                                 |
| Francisco Perez Rodriguez                    | 1 novembre 1945   | Espagne       |                                 |
| Michel Quinchon                              | 28 août 1949      | France        |                                 |
| Yves Ravaleu                                 | 5 septembre 1945  | France        |                                 |
| Jean-Claude Theillière                       | 23 mai 1944       | France        | BiC (1968)                      |
| Christiaan Van de Gehuchte (18 août–31 déc.) | 1 juin 1945       | Belgique      |                                 |
| Lucien Van Impe (26 juin–31 déc.)            | 20 octobre 1946   | Belgique      |                                 |
| André Wilhelm                                | 7 février 1943    | France        |                                 |
| André Zimmermann                             | 20 février 1939   | France        | Peugeot-BP-Michelin (1968)      |
|                                              |                   |               |                                 |
| Source : Cycling Archives                    |                   |               |                                 |

note: Stéphane Abrahamian
note: Michel Bon, mort
note: Jean-Pierre Ducasse, mort

### 1975
| Effectif 1976             | Effectif 1976     | Effectif 1976 | Effectif 1976            |
| Cycliste                  | Date de naissance | Pays          | Équipe précédente        |
| ------------------------- | ----------------- | ------------- | ------------------------ |
| Hubert Arbès              | 9 janvier 1950    | France        |                          |
| Jacques Bossis            | 22 décembre 1952  | France        |                          |
| André Chalmel             | 10 octobre 1949   | France        | Gitane-Frigécrème (1976) |
| Jean Chassang             | 8 février 1951    | France        |                          |
| René Dillen               | 18 juin 1951      | Belgique      |                          |
| Jean-Jacques Fussien      | 21 janvier 1952   | France        |                          |
| Bernard Hinault           | 14 novembre 1954  | France        | Gitane-Frigécrème (1976) |
| Guy Leleu                 | 4 février 1950    | France        |                          |
| Raymond Martin            | 22 mai 1949       | France        |                          |
| Alain Meslet              | 8 février 1950    | France        | Gitane-Frigécrème (1976) |
| Robert Mintkiewicz        | 14 octobre 1947   | France        |                          |
| Bernard Quilfen           | 20 avril 1949     | France        |                          |
| Alain Santy               | 28 août 1949      | France        | Gitane-Frigécrème (1976) |
| Willy Teirlinck           | 10 août 1948      | Belgique      |                          |
| Lucien Van Impe           | 20 octobre 1946   | Belgique      |                          |
| Sylvain Vasseur           | 28 février 1946   | France        |                          |
| Pierre-Raymond Villemiane | 12 mars 1951      | France        |                          |
|                           |                   |               |                          |
| Source : Cycling Archives |                   |               |                          |

note: Hubert Arbès

### 1976
| Effectif 1976             | Effectif 1976     | Effectif 1976 | Effectif 1976            |
| Cycliste                  | Date de naissance | Pays          | Équipe précédente        |
| ------------------------- | ----------------- | ------------- | ------------------------ |
| Hubert Arbès              | 9 janvier 1950    | France        |                          |
| Jacques Bossis            | 22 décembre 1952  | France        |                          |
| André Chalmel             | 10 octobre 1949   | France        | Gitane-Frigécrème (1976) |
| Jean Chassang             | 8 février 1951    | France        |                          |
| René Dillen               | 18 juin 1951      | Belgique      |                          |
| Jean-Jacques Fussien      | 21 janvier 1952   | France        |                          |
| Bernard Hinault           | 14 novembre 1954  | France        | Gitane-Frigécrème (1976) |
| Guy Leleu                 | 4 février 1950    | France        |                          |
| Raymond Martin            | 22 mai 1949       | France        |                          |
| Alain Meslet              | 8 février 1950    | France        | Gitane-Frigécrème (1976) |
| Robert Mintkiewicz        | 14 octobre 1947   | France        |                          |
| Bernard Quilfen           | 20 avril 1949     | France        |                          |
| Alain Santy               | 28 août 1949      | France        | Gitane-Frigécrème (1976) |
| Willy Teirlinck           | 10 août 1948      | Belgique      |                          |
| Lucien Van Impe           | 20 octobre 1946   | Belgique      |                          |
| Sylvain Vasseur           | 28 février 1946   | France        |                          |
| Pierre-Raymond Villemiane | 12 mars 1951      | France        |                          |
|                           |                   |               |                          |
| Source : Cycling Archives |                   |               |                          |

note: Hubert Arbès

### 1977
| Effectif 1977             | Effectif 1977     | Effectif 1977 | Effectif 1977                 |
| Cycliste                  | Date de naissance | Pays          | Équipe précédente             |
| ------------------------- | ----------------- | ------------- | ----------------------------- |
| Hubert Arbès              | 9 janvier 1950    | France        |                               |
| Roland Berland            | 26 février 1945   | France        | Super Ser (1976)              |
| Jacques Bossis            | 22 décembre 1952  | France        |                               |
| André Chalmel             | 10 octobre 1949   | France        | Gitane-Frigécrème (1977)      |
| Jean Chassang             | 8 février 1951    | France        |                               |
| Gilbert Chaumaz           | 12 janvier 1953   | France        |                               |
| Patrick Cluzaud           | 16 février 1952   | France        |                               |
| Bernard Hinault           | 14 novembre 1954  | France        | Gitane-Frigécrème (1977)      |
| Alain Meslet              | 8 février 1950    | France        | Gitane-Frigécrème (1977)      |
| Robert Mintkiewicz        | 14 octobre 1947   | France        |                               |
| Gérard Moneyron           | 17 janvier 1948   | France        | Gan-Mercier-Hutchinson (1976) |
| Michel Périn              | 20 mai 1947       | France        | Gan-Mercier-Hutchinson (1976) |
| Bernard Quilfen           | 20 avril 1949     | France        |                               |
| Willy Teirlinck           | 10 août 1948      | Belgique      |                               |
| Sylvain Vasseur           | 28 février 1946   | France        |                               |
| Pierre-Raymond Villemiane | 12 mars 1951      | France        |                               |
|                           |                   |               |                               |
| Source : Cycling Archives |                   |               |                               |

note: Hubert Arbès